# نادي إسكلستونا
نادي إسكلستونا لكرة القدم (بالسويدية:AFC Eskilstuna) نادي كرة قدم سويدي يلعب في دوري الدرجة الممتازة.

## روابط خارجية
لم يتم العثور على روابط لمواقع التواصل الاجتماعي.